# Rheedia
Rheedia es un género de árboles perennifolios de la familia Clusiaceae de frutos comestibles. Los españoles llamaron madroño a la especie colombiana Rheedia madrunno, por la semejanza que creyeron encontrar con la superficie rugosa del epicarpio del fruto, con el de las especies de la Ericácea europea de ese nombre. Las diferentes especies, distribuidas desde México hasta Paraguay, son conocidas como almendro de montaña, achachairú, bacuripari, bacupari,  brea huayo, charichuelo, manajú, ocoró, pakuri y sucurruche.
Estos árboles son ramificados desde su base, y alcanzan una de 15 metros con corona piramidal. Tienen un látex amarillo azufrado en todas sus partes. Hojas de 20 cm × 6 cm, simples, opuestas, oblongas elípticas, ápice acuminado y corto, base cuneada, pecíolo de 2,5 cm acanalado. Inflorescencia axilar en umbela, flores pedunculadas, unisexuales, anteras biloculares, orbiculares, cáliz con 2 sépalos, pétalos libres. 
El fruto es una cápsula ovalada o redonda que mide entre 2 a 5 cm de largo y hasta 6 cm de diámetro. La escasa pulpa o parte comestible es de sabor ácido; contiene 1 a 3 semillas envueltas. Este fruto se consume maduro, en forma directa.
Es el árbol nacional de Nicaragua.